# Up (Right Said Fred)
Up è l'album di debutto del gruppo musicale pop britannico Right Said Fred, pubblicato il 16 marzo 1992 dalle etichette discografica Tug e Charisma.
L'album è stato promosso dai singoli Deeply Dippy, Don't Talk Just Kiss, Those Simple Things e in particolare da I'm Too Sexy, una delle canzoni più conosciute del gruppo.
Tutti i brani sono stati scritti da Fred Fairbrass, Richard Fairbrass e Rob Manzoli e prodotti da Tommy D.

## Tracce
CD (Blow Up 845.555 (Intercord)
LP (Blow Up 145.555 (Intercord))
Testi e musiche di Fred Fairbrass, Richard Fairbrass, Rob Manzoli.
1. Love for All Seasons – 4:29
2. No One on Earth – 3:23
3. I'm Too Sexy – 2:50
4. Do Ya Feel – 4:37
5. Is It True – 4:57
6. Deeply Dippy – 3:22
7. Swan – 3:11
8. Don't Talk Just Kiss – 4:00
9. Upon My Heart – 4:19
10. Those Simple Things – 5:08

Durata totale: 40:16

## Classifiche
| Paese         | Posizione raggiunta |
| ------------- | ------------------- |
| Austria       | 1                   |
| Regno Unito   | 1                   |
| Svezia        | 16                  |
| Svizzera      | 22                  |
| Nuova Zelanda | 23                  |
| Australia     | 39                  |
| Stati Uniti   | 46                  |